# Смолинка
Смолинка (рус. Смолинка) малена је река на западу европског дела Руске Федерације. Протиче преко западних делова Псковске области, односно преко централних делова његовог Питаловског рејона. Лева је притока реке Великаје, те део басена реке Нарве, односно Финског залива Балтичког мора.
Свој ток започиње као отока Смолинског језера, тече у смеру истока и након свега 12 km тока улива се у реку Великају као њена лева притока, на њеном 56. километру узводно од ушћа у Псковско језеро.
На њеним обалама налази се варошица Палкино.